# (23606) 1996 AS1
(23606) 1996 AS1 est un astéroïde Amor découvert en 1996.

## Description
(23606) 1996 AS1 a été découvert le 13 janvier 1996 à l'observatoire de Kitt Peak, situé dans l'Arizona (États-Unis), par le projet Spacewatch de l’université de l'Arizona.

### Caractéristiques orbitales
L'orbite de cet astéroïde est caractérisée par un demi-grand axe de 1,75 UA, un périhélie de 1,12 UA, une excentricité de 0,36 et une inclinaison de 14,36° par rapport à l'écliptique. Du fait de ces caractéristiques, à savoir un périhélie compris entre 1,017 et 1,3 UA, il est classé comme astéroïde Amor, une famille d'astéroïdes géocroiseurs, s'approchant de l'orbite de la Terre.

### Caractéristiques physiques
(23606) 1996 AS1 a une magnitude absolue (H) de 18,1 et un albédo estimé à 0,233.